# Paul Héroult

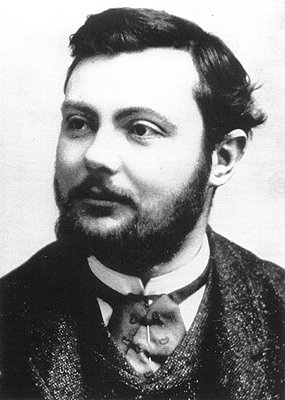
Paul Héroult.

Paul Louis Toussaint Héroult, född 10 april 1863, död 9 maj 1914 i Antibes, var en fransk metallurg.
Efter att ha studerat metallurgi vid École des mines i Paris övertog han efter sin fars död dennes garveri, men övergick snart till det som skulle bli hans specialitet: elektrometallurgin. Redan 1886 var hans första patent på en ugn för aluminiumframställning uttagna, och han blev snart chef för aluminiumfabriken i Neuhausen, vartill senare kom fabriken vid La Praz i Savojen. Hans metod för aluminiumframställning gav till en början endast aluminium-kopparlegeringar, men visade sig snart kunna utvecklas till att även leverera tekniskt rent aluminium, och Héroult kan därför sägas vara den moderna aluminiumindustrins grundläggare.
Från 1897 var han främst inriktad på att använda den elektriska ugnen till framställning av järn och stål, och efter stora svårigheter lyckades han att genomföra elektrostålframställning i stor skala enligt hans princip: skapande av en elektrisk ljusbåge i själva metallbadet. I Sverige kom hans metoder till användning vid ett verk, uppfört av AB Héroults elektriska stål vid Kortfors i Örebro län vars tillverkning år 1918 flyttade till Ätrafors i Hallands län.